# Samaritans entrampats
"Samaritans entrampats" (títol original en anglès "Samaritan Snare") és el dissetè episodi de la segona temporada de la sèrie de televisió de ciència-ficció estatunidenca Star Trek: La nova generació, i el 43è de tota la sèrie, que es va emetre originalment el 15 de maig de 1989, en redifusió als Estats Units. El guió fou escrit de Robert L. McCullough i va ser dirigit per Les Landau.
Ambientada al segle XXIV, la sèrie segueix les aventures de la tripulació de la nau de la Flota Estel·lar de la Federació Enterprise-D. En aquest episodi, mentre el capità Jean-Luc Picard (Patrick Stewart) es dirigeix a una base estel·lar propera per sotmetre's a una cirurgia al cor artificial, el comandant William Riker (Jonathan Frakes) està al comandament de l' Enterprise. La tripulació ha de fer front a una nau estel·lar Pakled, la tripulació de la qual segresta l'enginyer en cap Geordi La Forge (LeVar Burton) i exigeix tecnologia avançada a canvi del seu retorn segur.

## Argument
El capità Jean-Luc Picard (Patrick Stewart) es nega a fer-se una operació mèdica del seu cor artificial a bord de l' Enterprise per la doctora Katherine Pulaski (Diana Muldaur) ja que està preocupat per la seva imatge amb la tripulació. En lloc d'això, es dirigeix a una base estel·lar propera per a l'operació, viatjant amb llançadora. L'alferes en funcions Wesley Crusher (Wil Wheaton) l'acompanya, ja que s'ha de sotmetre als exàmens d'accés a l'Acadèmia de la Flota Estel·lar. Inicialment rebutja els intents d'en Wesley de conversar, però finalment Picard se suavitza i parla del seu passat, inclòs per què necessita un cor artificial.
Mentrestant, l' Enterprise es troba amb el Mondor, un vaixell Pakled. Els extraterrestres demanen ajuda per arreglar el seu vaixell. Basant-se en les rudimentàries habilitats comunicatives dels Pakled i l'aparent falta de comprensió de les operacions bàsiques de la seva nau, el comandant William Riker (Jonathan Frakes) els considera ineptes i inofensius, i accepta enviar l'enginyer en cap Geordi La Forge (LeVar Burton) per ajudar-los. Després d'embarcar al vaixell Pakled, La Forge repara el sistema de navegació, quan falla l'alimentació principal. A l' Enterprise, la consellera Deanna Troi (Marina Sirtis), una empàtica, adverteix a Riker que La Forge està en perill, però Riker rebutja les seves preocupacions. En acabar finalment les reparacions, La Forge es prepara per marxar, però un Pakled l'incapacita amb el seu propi faser i aixeca els escuts de la nau. El tinent comandant Data (Brent Spiner) determina que els Pakleds han adquirit tecnologia avançada d'altres races, i els mals funcionaments de la nau eren una estratagema. Riker exigeix que tornin La Forge, però els Pakleds es neguen i el tornen a atordir amb el seu faser. Riker i el tinent Worf (Michael Dorn) desenvolupen una estratègia pròpia, que comuniquen a La Forge en codi.
A la base estel·lar, sorgeixen complicacions durant el trasplantament de Picard, i els metges s'adonen que si no poden localitzar un expert amb l'experiència necessària, morirà. Mentre en Riker prepara l'enginy, Worf rep un missatge de la base estelar que Picard està a punt de morir. Els Pakleds busquen atacar l' Enterprise, però La Forge els convenç perquè retardin el tir fins a una distància específica. En resposta, l' Enterprise genera una exhibició pirotècnica espectacular però inofensiva, i La Forge desactiva simultàniament els seus sistemes d'armes. Els Pakled, convençuts d'haver estat derrotats, retrocedeixen i permeten el retorn de La Forge i l' Enterprise corre cap a la base estel·lar. Picard està consternat en despertar-se i descobreix que Pulaski ha completat el seu procediment. Mentre Pulaski li assegura que guardarà el seu secret, torna al pont de l'Enterprise entre aplaudiments, que ràpidament silencia.

## Repartiment i doblatge al català
La sèrie va ser doblada al català pels estudis Tramontana (primera part) i Soundtrack (segona part) i emesa a TV3 l’any 1991. Els dobladors de l'episodi foren:
| Personatge          | Actor/actriu        | Veu en català          |
| ------------------- | ------------------- | ---------------------- |
| Jean-Luc Picard     | Patrick Stewart     | Joan Crosas            |
| William Riker       | Jonathan Frakes     | Antoni Forteza         |
| Data                | Brent Spinner       | Joaquim Sota           |
| Geordi La Forge     | LeVar Burton        | Aleix Estadella        |
| Worf                | Michael Dorn        | Enric Arquimbau        |
| Katherine Pulaski   | Diana Muldaur       | Núria Cugat            |
| Deanna Troi         | Marina Sirtis       | Victòria Pagès         |
| Wesley Crusher      | Will Wheaton        | Roger Pera             |
| Capità Grebnedlog   | Christopher Collins | Jordi Vila             |
| Comandant Reginod   | Leslie Morris       | Manel Català           |
| Alferes Sonya Gomez | Lycia Naff          | ?                      |
| Cirurgià            | Daniel Benzali      | Vicenç Manuel Domènech |
| Fisiòleg Molecular  | Tzi Ma              | Xavier Fernández       |

## Producció
"Samaritan Snare" va ser escrit per Robert L. McCullough fora de presentació. McCullough es convertiria en productor durant les últimes temporades de la sèrie. El productor executiu Maurice Hurley es va mostrar satisfet amb l'episodi, perquè destacava La Forge i li agradava treballar amb Burton. Aquest va ser el segon i últim episodi amb Lycia Naff com l'alférez Sonya Gomez, després de la seva aparició a l'episodi anterior, "Què Q?". També va ser la segona aparició a Star Trek: La nova generació de Christopher Collins (AKA Chris Latta, la veu de Cobra Commander i Starscream), que havia interpretat al klíngon Capità Kargan anteriorment a l'episodi de la segona temporada "Qüestió d'honor". Va fer dues aparicions a Star Trek: Deep Space Nine, als episodis "The Passenger" i "Blood Oath".
L'equip de producció tenia la intenció de construir un conjunt per al iot del capità de l'Enterprise. Tanmateix, el pressupost de l'episodi no s'allargaria a la construcció d'un nou conjunt de set i, per tant, es va prendre la decisió d'utilitzar el conjunt de llançadora existent. Es va cometre un error en els canvis al guió per adaptar-se al canvi, la qual cosa va fer que Picard digués a Wesley que estava a la barra de llançadora dos mentre estava de peu a la barra de llançadora tres, tal com indica el "3" gran que es veu al terra a la pantalla. Un dels elements esmentats a "Samaritans entrampats" s'explicaria amb més detall en episodis posteriors. La història del cor artificial de Picard es va ampliar a l'episodi "Mosaic" durant la sisena temporada.

### Els pakleds
Inicialment, no hi havia una idea clara de com haurien de ser els pakled, a part que haurien de semblar el més inofensius possible. El director Les Landau va descriure els extraterrestres com "lletjos i lents", i va comparar la seva motivació com "una necessitat de coses", que va dir que era un reflex de la societat moderna.
Amb això en ment, es van contractar actors corpulents per tal de donar la impressió de Tweedledum i Tweedledee d' A través de l'espill de Lewis Carroll. El supervisor de maquillatge Michael Westmore va crear llavors un disseny protèsic per als actors, amb la intenció de fer-los semblar "capritxosos". Es van crear aparells per a les galtes, els fronts i la punta del nas de l'actor. Una altra addició van ser les celles, ja que Westmore volia que semblessin permanentment tristos. El pas final del procés de maquillatge va ser la creació de conjunts de dents superiors falses, que si bé Westmore va suggerir que no es va notar immediatament en veure l'episodi, però va sentir que havia completat l'aspecte general dels extraterrestres. El disseny va fer que la tripulació descrigués els extraterrestres com a Shar-peis.
Els individus pakleds de "Samaritans entrampats" van rebre el nom dels cognoms de la persona que va llançar l'episodi i el seu millor amic. Reginod i Grebnedlog són Doniger i Goldenberg escrits al revés. Els pakleds no van tornar a aparèixer a La nova generació, però van ser esmentats a "Germans" com rescatadors Lore després dels esdeveniments de "Datalore". Els pakleds es van veure en escenes multitudinàries a Star Trek: La nova generació. Els Pakleds també apareixen al fons dels episodis de Deep Space Nine "Rules of Acquisition" i "Playing God", i tornen com a antagonistes a l'episodi "No Small Parts" de Star Trek: Lower Decks i més tard a "Kayshon, His Eyes Open", "The Spy Humongous" i "wej Duj", l'últim que revela que són peons d'un oficial klíngon canalla.

## Mitjans de comunicació casolans
El primer llançament en mitjans domèstics de "Samaritans entrampats" és en vídeocasset VHS, que va aparèixer el 12 d'octubre de 1994 als Estats Units i Canadà. L'episodi es va incloure més tard a la caixa de DVD de la segona temporada de Star Trek: La nova generació, llançat el 7 de maig de 2002. El llançament més recent va ser com a part del seta de la segona temporada Blu-ray el 4 de desembre de 2012.

## Recepció
A Dennis Bailey i David Bischoff els van desagradar tant els primers cinc minuts de "Samaritans entrampats" que es van inspirar per presentar la seva pròpia història per a "La nova generació". Finalment es va convertir en l'episodi "L'home de llauna" de la tercera temporada. Van dir que l'obertura va ser "ximple", i també van considerar que diversos dels elements de la trama eren "estúpids", com ara enviar Picard a una base estel·lar on no hi havia metges qualificats per realitzar la seva cirurgia. També van criticar el comentari de Troi sobre La Forge que estava en perill, ja que va ser completament ignorada.
L'episodi s'ha donat com a exemple d'una trama idiota, i Dennis Bailey va comentar que "res de la trama no hauria pogut passar si tots els personatges no s'haguessin convertit de sobte en idiotes aquella setmana", ignorant els consells dels oficials experts i sense tenir en compte els procediments elementals de seguretat.
Mark Jones i Lance Parkin, al seu llibre Beyond the Final Frontier: An Unauthorised Review of Star Trek, van dir que "Samaritans entrampats" era "sense incidents". Van dir que la conversa entre Picard i Wesley tenia potencial per al desenvolupament posterior, però "no va anar enlloc". Van dir que, tot i que l'operació de Picard va crear una mica de drama, aquest element es va perdre quan els pakled eren a la pantalla.
El 2010, Zack Handlen de The A.V. Club va donar a l'episodi una B−. El 2011, Keith DeCandido va valorar l'episodi a tor.com com a extremadament pobre. Pensava que el viatge amb la llançadora de Picard i Wesley junts era fantàstic. La sorprenent insuficiència cardíaca de Picard al final de l'episodi, en canvi, va ser força mal presentada. DeCandido no va trobar convincent la trama principal sobre els pakled en cap moment. Els pakleds no eren una amenaça ni tenien cap potencial humorístic. La decisió de Riker d'enviar La Forge sol a una nau espacial desconeguda contra el consell dels seus col·legues va ser extremadament temerària i l'operació de rescat amb el camp de força vermell va ser tan subtil com una obra de teatre mal escrita.
El 2012, la revista Wired va dir que era un dels millors episodis de Star Trek: La nova generació.